# Königlich Bayerische Inspektion der Kavallerie
Die Inspektion der Kavallerie war eine militärische Behörde der Bayerischen Armee.

## Geschichte
Die Inspektion, die dem Kriegsministerium direkt unterstellt war,  wurde am 28. April 1882 errichtet und hatte die Aufgabe, die Förderung der gleichmäßigen technischen Ausbildung der Kavallerie sicherzustellen. Die Behörde hatte ihren Sitz in München.
Ihr waren die Equitationsanstalt, die 1910 in Militärreitschule umbenannt wurde, und die seit 1874 bestehende Militärlehrschmiede in München unterstellt.
Mit Ausbruch des Ersten Weltkriegs wurde die Inspektion geschlossen und ihre Verwaltungsgeschäfte gingen auf das Kriegsministerium über. Nach Kriegsende wurde die Behörde 1919 aufgelöst.

## Inspekteure
| Dienstgrad                   | Name                       | Datum                                |
| ---------------------------- | -------------------------- | ------------------------------------ |
| Generalmajor/Generalleutnant | Emanuel von Kiliani        | 29. April 1882 bis 5. März 1889      |
| Generalmajor/Generalleutnant | Maximilian von Sazenhofen  | 08. März 1889 bis 23. September 1894 |
| Generalmajor/Generalleutnant | Albert von Könitz          | 25. September 1894 bis 18. März 1900 |
| Generalmajor/Generalleutnant | Ludwig von Poschinger      | 01. April 1900 bis 17. März 1904     |
| Generalleutnant              | Otto Kreß von Kressenstein | 19. März 1904 bis 18. April 1906     |
| Generalmajor/Generalleutnant | Konstantin von Gebsattel   | 19. April 1906 bis 2. März 1910      |
| Generalleutnant              | Rudolf von Frommel         | 12. März 1910 bis 17. März 1913      |
| Generalmajor/Generalleutnant | Otto von Stetten           | 18. März 1913 bis 1. August 1914     |